# East Hills, New South Wales
East Hills är en del av en befolkad plats i Australien. Den ligger i kommunen Liverpool och delstaten New South Wales, i den sydöstra delen av landet, omkring 24 kilometer sydväst om delstatshuvudstaden Sydney. Antalet invånare är 2 580.
Runt East Hills är det tätbefolkat, med 636 invånare per kvadratkilometer.. Närmaste större samhälle är Auburn, omkring 14 kilometer norr om East Hills. 
Runt East Hills är det i huvudsak tätbebyggt. Genomsnittlig årsnederbörd är 1 507 millimeter. Den regnigaste månaden är juni, med i genomsnitt 232 mm nederbörd, och den torraste är juli, med 39 mm nederbörd.